# 黒地の絵
『黒地の絵』（くろじのえ）は、松本清張の短編小説。『新潮』1958年3月号および4月号に掲載され、同年6月に短編集『黒地の絵』収録の表題作として、光文社から刊行された。

## あらすじ
朝鮮戦争でアメリカ軍が苦境に立たされていた1950年、小倉では7月12日と13日の祇園祭が近づき、太鼓の音が街に充満する中、街から一里ばかり離れた城野キャンプ内の兵士の数はふくれあがっていた。夜9時ごろ、キャンプの土堤にはめこまれた排水孔の土管に、自動小銃をにない手榴弾を背負った兵士たちの影が集まり、数々の村落に散った。
近所の小さな炭坑で事務員として働いていた前野留吉と妻の芳子の家の戸が鳴り、五・六人の大男が現れた。黒い兵隊は留吉を突き飛ばして中へあがりこみ、アルコールを飲んだのち、卑屈な笑いを浮かべシャツを脱ぎ、上半身の鷲の刺青を自慢そうに見せ、芳子の隠れていた押入れの襖を倒した。ナイフで脅された留吉はとっさにMPに訴えると云ったものの、近くにMPの姿は無く、だまされたと思ったらしい黒人兵は留吉を殴りつける。輪姦の間、大男が、留吉の目の前で、女陰の刺青を見せて踊る。暴風が過ぎたのち、留吉は表に駆け出るが、警察に被害を言うことはできなかった。
1951年に入り、おびただしいアメリカ軍兵士の戦死体が北九州に輸送され、エージャレスと呼ばれる城野キャンプの死体処理班の建物で、本国に帰すための、死者を化粧する工作が行われていた。死体処理班の日本人医師として勤務する歯科医の香坂二郎は、キャンプの労務者として死体処理に従事する留吉に声をかける。留吉は、黒人の黒地の皮膚に描かれた刺青の絵がおもしろいと目を笑わせずに答え、正体のわからぬ倦怠感を立ちのぼらせていた。「奥さんと別れたのは間がうまくいかなかったのかね」ときいた香坂歯科医に、留吉は「僕も妻も、別れたくなかったのです。そういう仕儀になったのです」と云う。しかし黒人兵が戦争の最前線に立たされていると聞くと留吉は、「黒んぼもかわいそうだな。かわいそうだが」とつぶやく。香坂歯科医は、鷲の刺青、続いて女陰の刺青が刻まれた黒人兵の死体を前に、絶望した黒人兵は生きて本国に還ることを計算しなかったのだと思った。留吉はナイフを手に持って、黒人の胴体に描かれた鷲と女陰を、一心不乱に切り刻んでいた。

## エピソード

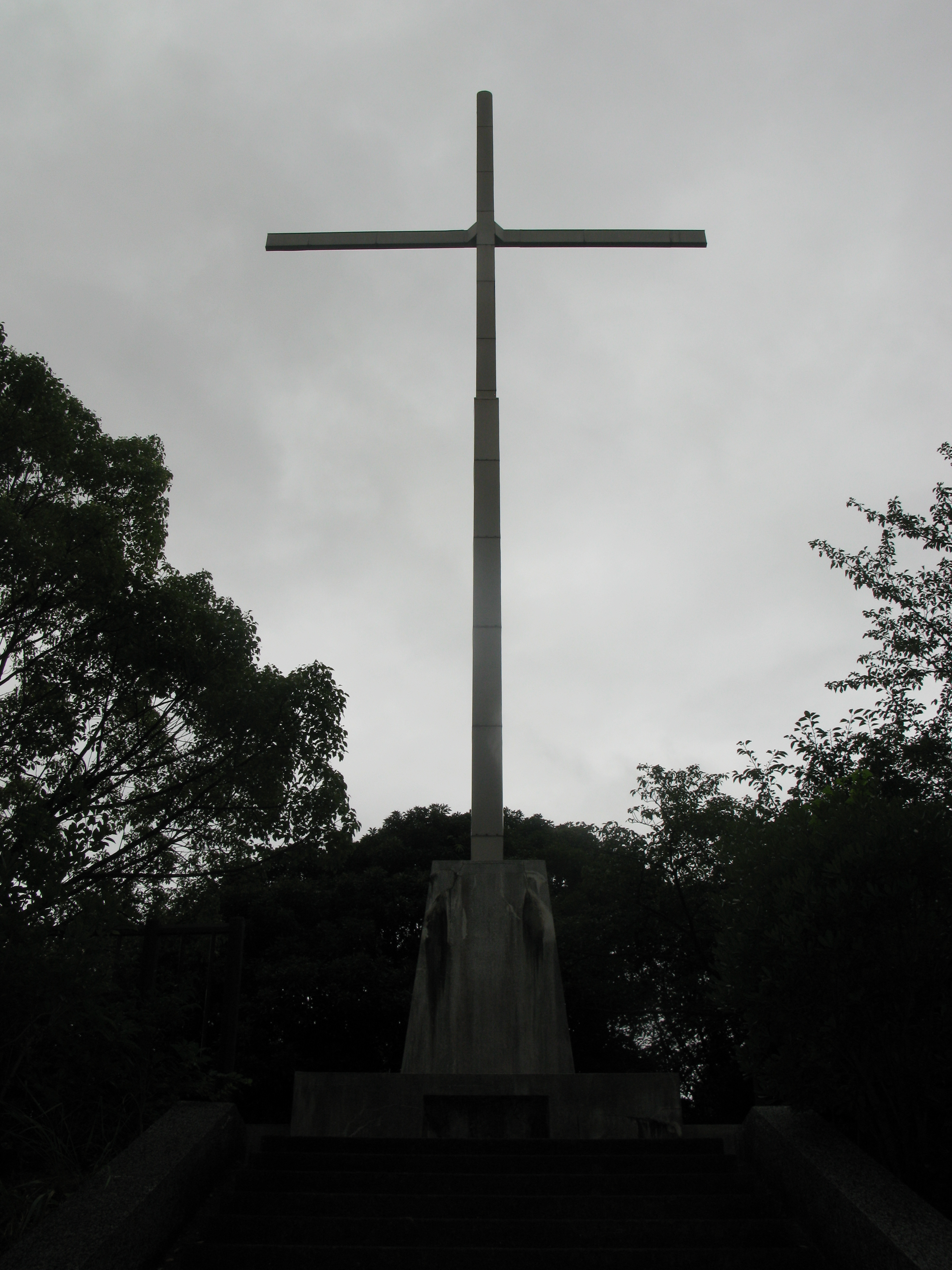
駐留アメリカ軍小倉師団が、朝鮮戦争中に戦死した国際連合軍将兵の鎮魂を目的に、北九州市・足立山中腹に建てた、メモリアルクロス

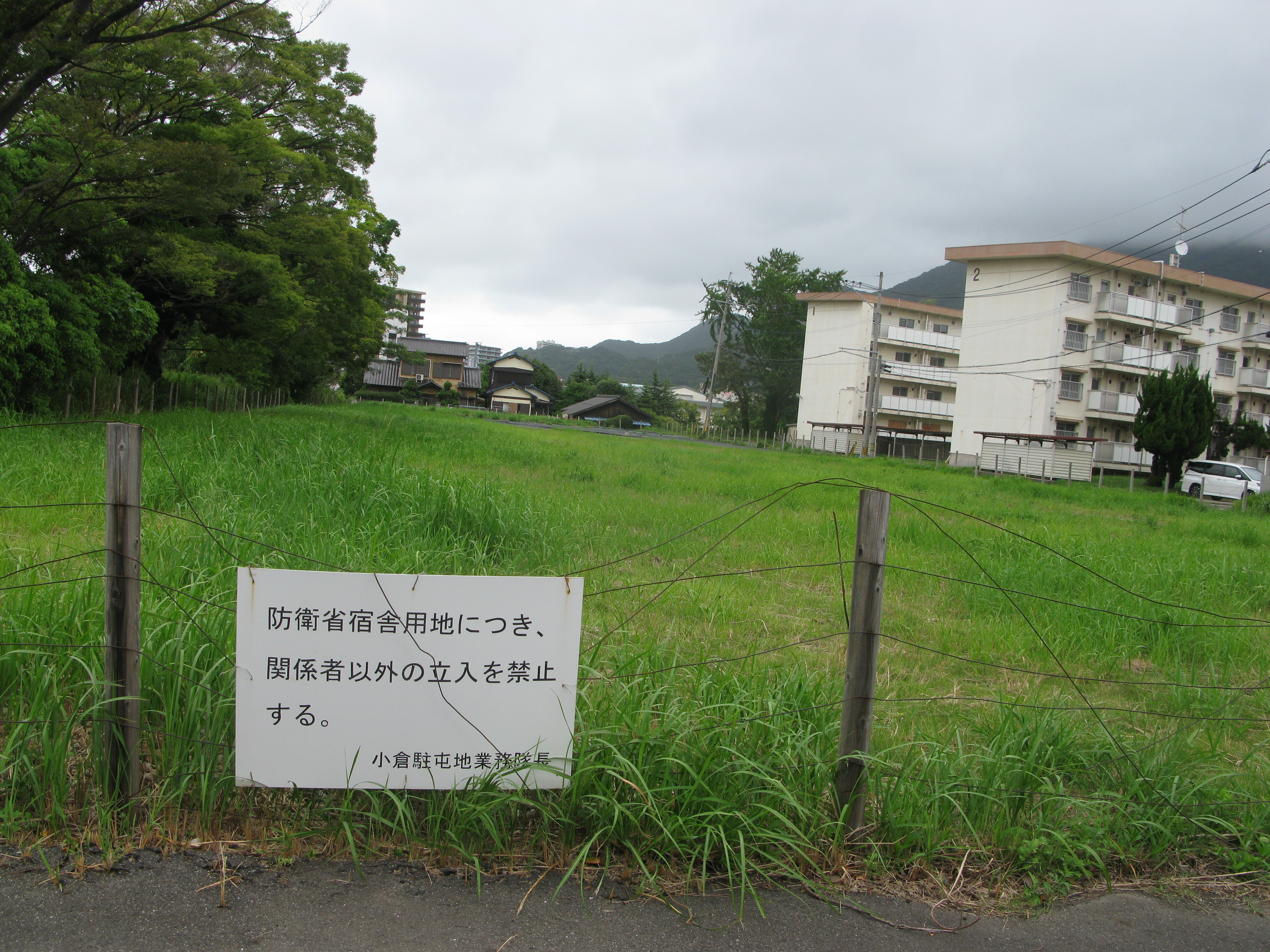
城野キャンプは、陸上自衛隊小倉駐屯地の城野分屯地となったのち2008年に閉鎖、主に住宅地となっているが、一部の土地を小倉駐屯地が保持している

- 本作の背景となった小倉黒人米兵集団脱走事件当時の小倉の状況について、著者は『半生の記』において書き記している[1]。また1973年に著者は「「黒地の絵」は、朝鮮戦争中に実際に九州小倉に起こった事件で、この騒動のとき、私もその暴動地域のなかに住んでいた。しかし、黒人のこの暴動は、関係のないところでは全然気がつかれずに、私も翌朝になって事実を聞いたような次第だった。新聞には小倉キャンプの司令官が遺憾の意を表する意味の抽象的で簡単な発表をのせただけで、事件の詳しい報道は一切許されなかった。また、この短かい公式発表も北九州地区の新聞に載っただけで、全国的には報らされなかった。これを書くため小倉に戻って、当時の人たちの話を聞いたが、被害の届け出が少なかったのと、占領下だったために、現在でもよく分っていない」と記している[2]。
- 1980年に著者は「昭和三十二年秋に小倉に行く。朝鮮戦争中に起った小倉市城野米軍キャンプの集団脱走黒人兵暴動事件取材のため。当時の小倉署員、MRA（米軍戦死体収容所）勤務の日本人労務者等について話を聞く。市内の田川旅館に滞在中、夜、北九州の文学青年グループ五、六人が急に来訪。そのグループの一人がこの事件をテーマに作品を前から構想中なので、これを小説に書くのを中止してくれ、と多勢で私に迫る。自分のほうが先にツバをつけたのだという意味。君らは君らで書いたがよい、と私は答えて断る」と記している[3]。
- 小倉黒人米兵集団脱走事件についてはのちに、主婦の女性から「町内の主婦二人が暴行されたのを知っている。一人は三十歳くらいの奥さん。うわさが広まり、事件後まもなく、引っ越してしまった。もう1人は四十二、三歳だった。この人はご主人の目の前で、はずかしめを受けたそうだ。それ以後、ご主人はぐらぐらして酒におぼれるようになり、しばらくたってから、酔っ払って川にはまって死んでしまった。子供さんが三人いたのに」と述べる証言が報じられた[4]。日本近代文学研究者の綾目広治は、「この「四十二、三歳」の主婦と「ご主人」の話が、『黒地の絵』における前野留吉と芳子の夫婦のモデルになったのではないかと思われる」「彼らのその後については、『黒地の絵』のための調査のときに初めて聞き知ったのであろう。そしてそのときに、彼ら主婦、とりわけ廃人のように死んでいった夫を主人公にしようというプランができたのではなかったかと考えられる」と推測している[5]。
- 発表当初、文芸評論家の江藤淳が「ここに提出されたのは正確に「事件」であって「文学」ではない」と評する[6]など、事件を忠実に反映したドキュメンタリ的小説と本作を捉える評価が多く出された。しかし本小説は、背景を現地調査や資料収集で固めているものの、ストーリーはほぼ著者による創作であるとされている[7]。
- 英文学者・評論家の中野好夫は「どうやらこの作品、かなりの部分は想像の所産らしいのだ」「とりわけ後半部を占める屍体処理場の描写にいたっては、おそらく多分に想像としか考えようがないのだが、まことに妖しい不気味な美しさを織り出している」「「悪の華」の美である」と述べている[8]。
- 作家の阿刀田高は「『黒地の絵』は名作の中の名作だろう。清張の短篇ベストテンを選べと言われたら、私はこれを欠かせない」と述べている[9]。作家の佐木隆三は「『黒地の絵』は清張文学の最高傑作と思っています」と述べている[10]。
- 日本近代文学研究者の佐藤泰正は、短編作家であった清張が後に長編小説や推理小説、さらには古代史や戦後史にまで著作活動の幅を拡げた「きっかけ」について「私はこれを初期作品の終末を飾ると言っていい中篇小説『黒地の絵』一篇に見ると言いたい」と述べ、初期の著者の筆が「個人的な情念に偏っている」傾向があったが、『黒地の絵』以降その筆が「組織的な権力の批判へと向かう」と述べている[11]。
- 日本近代文学研究者の綾目広治は、加害者はその罪は憎まれるべきであるものの、社会や政治の組織や状況に背を押されるようにして犯罪を犯してしまう、真の犯人はむしろ背を押した社会や政治などの方というような考えの、基本的な構図が『黒地の絵』に出てきていると指摘している[5]。
- 日本近代文学研究者の佐藤泉は、「米軍内部の人種主義を問題化した点で先駆的といえるこの作品は、にもかかわらず人種主義的な表象体系の内で黒人を描いている」「が、それをもってこの作品をただちに否定すべきではない。自ら告発しようとしている人種主義を、表象の水準で反復してしまうこの作品は、暴力の宛先を誤り、自らのうちに暴力を内向させる登場人物たちとともに暴力のある段階を実演しているように思われる。『黒地の絵』はこの錯乱において再読を待っている作品にほかならない」と論じている[12]。
- アメリカの日本文化研究者のマイク・モラスキーは、人種差別の被害者としてのアメリカ黒人の境遇に対する著者の政治的共感については評価しつつ「小説のステロタイプなイメージの過多が黒人兵を非-人間化させ、結果、物語の兵士に対する共感に優ってしまう」と述べている[13]。
- 台湾の日本近代文学研究者の李彦樺は、本作は暴動事件を記録したドキュメンタリ的な作品ではなく、ストーリーの構成や描写に工夫と取捨選択が行われていることを論証した上で「想像や創作の部分があるからこそ、この作品は文学性があり、文学的価値があると言える」と述べている[7]。
- 1993年5月4日、九州朝日放送の創立40周年特別記念番組として「松本清張の挑戦 小説『黒地の絵』四十三年目の検証」が放送され、栗原小巻がレポーターを務めた。

## 幻の映画化
- 本作は清張が後年映画化を強く望んだことで知られているが、その契機として清張は、映画監督の黒澤明の清張宅来訪を挙げ、以下の通り記している。「年月が経ったころ、黒澤明監督の来訪をうけた。当時の松江（松江陽一）プロデューサー帯同だった。黒澤氏とはその前に若干のつきあいがある。この日は雑談だが、題材さがしのようにも見うけられた。試みに『黒地の絵』の話をしたところ、氏はたちまち乗り気になり、わたしの眼の前で松江氏と握手をしたほどであった」「ところがそれから黒澤氏からなんの音沙汰もない。だいたいの予想はついたが、二か月ばかりして松江氏に電話できくと、心もとない返事だった。理由もはっきりといわない」「要するに黒澤氏とのこうしたちょっといきさつが、いままでの曖昧模糊たる『黒地の絵』の映画化が実現の可能性を見させたのである。黒澤氏の断念の理由は遂にわからなかったけれど、たとえ一時でも大監督が映画化の意欲を起こしたらしい（？）ことが、刺戟となったのだった」[14]。
- のちに映画評論家の西村雄一郎が、プロデューサーの松江陽一に、黒澤の清張宅来訪の時期について聞いたところ、「ソ連で、黒澤さんが『デルス・ウザーラ』を撮った後ですよ。次回作に何を撮ろうかと題材を探していた時、清張さんの高井戸のお宅にお邪魔しました。ただ黒澤さんも、その時に『黒地の絵』に出会ったんじゃないんですよ。『赤ひげ』の前、僕が東宝の助監督時代に、黒澤さんはすでに「あの原作は素材としてすごい」と言ってましたからね」と松江は述べ、（その後黒澤から音沙汰のなかった理由について）「政治や人種差別の問題だったんですか？」と西村が確認すると、「そうですよ。やはりあの映画は、簡単にできる代物ではないですね」と松江は返答した[15]。
- 清張が1977年秋に映画監督の野村芳太郎に本作映画化のプランを相談したところ、野村は「やりましょう」と言ったが、松竹に直接話を持ち込んだのでは、断られる可能性があるとして、野村が企画プロダクション方式、つまり企画プロダクション側で充分に問題点を検討、下準備をして配給会社側のリスクを少なくさせ、話に乗りやすくさせる方式を提案し、1978年10月に清張と野村が代表取締役に就任する形で「霧プロダクション」が設立された。西村雄一郎は「外から見ると、すべての清張原作を映像化するために始められたかのように見えた霧プロも、出発点はあくまで清張が『黒地の絵』を映画化したかったために設立したものだった」と述べている[15]。
- 小説をもとに三つの撮影台本が創作された。各稿記載のスタッフは以下の通り。
  - 第一稿（1980年） - 企画：霧プロダクション、原作：松本清張、脚本：古田求、ブッカー・ブラッドショー、撮影：川又昂、美術：森田郷平、音楽：芥川也寸志、監督：野村芳太郎
  - 第二稿（1982年） - 製作・原作：松本清張、脚本：井手雅人、古田求、ブッカー・ブラッドショウ、監督：野村芳太郎
  - 第三稿（1984年） - 企画・原作：松本清張、脚本：井手雅人、監督：野村芳太郎
- 霧プロ設立当初から『黒地の絵』映画化の準備が開始され、多数の黒人兵役出演者を確保するための方法や予算などを計算すればアメリカとタイアップして全世界のマーケットを視野に入れなければ費用の回収が見込めないことから、野村が渡米し、企画書をもってワーナー・ブラザースやMGMの重役に接触した。しかし、州によっては上映ボイコットや映画館で黒人暴動が起こる可能性もあるということで、この時点で話は進まなかった[16]。脚本は日本人とアメリカ人の脚本家による共同執筆の形を取り、野村は当初「これは私たちの視点のみで書いてもダメなんです」「今度はどうしても黒人のライターに入ってもらわねば」と述べ[17]、日本人、白人、黒人の三者三様の視点から多重構造的に描くこととされていた。主人公の留吉は進駐軍物資を扱う闇ブローカーに変更され、留吉役には高倉健が候補にあげられた[15]。脚本の日本部分は古田求、アメリカ部分は『刑事コロンボ』などの脚本を手掛けていたブッカー・ブラッドショー（英語版）に依頼、1979年にブラッドショーが来日し取材を行ったが、ブラッドショーが本作の設定に難色を示し[16]、また翻訳に時間を要したことから、1981年に『点と線』や『鬼畜』の脚本を手掛けた井手雅人に執筆することに方針を変更した[15]。
- 井手は1982年8月に第二稿を脱稿、続いて自発的に追跡調査を行い翌年9月から追加原稿を書き始め、1984年3月に第三稿を完成させた。井手は留吉役に当時『戦場のメリークリスマス』に出演したばかりのビートたけしがいいと述べた[15]。しかしこの時期野村の製作意欲は他の作品に向けられ、「『黒地の絵』に関するかぎり、脚本が出てくるのを待っていて、それを読んで気に入らないと返していたのでは、いつまで経っても撮影にとりかかれっこはない。野村さんはどうして自分で構想を練り、対象にぶつかってゆこうとしないのだろうか。どうして『黒地の絵』の脚本を他力本願の風待ち主義にしているのだろうか。かつての情熱は冷めたようだとわたしは思わざるを得なかった」[14]と野村への不信感を募らせた清張が霧プロダクションの解散を決断し、映画化は頓挫した[16]。
- 清張は霧プロ解散後に本作の意図を「わたしとしては人道的な立場、とくにアメリカ黒人の生活と心情、その平和な日常生活へある日、突然やってきた絶望的な戦場への駆り立て、といったものがテーマであった」と述べている[14]。